# Club Deportivo Eldense
O Club Deportivo Eldense é um time de futebol espanhol com sede em Elda, na Comunidade Valenciana. Fundado em 1921, o clube joga na La Liga 2, e realiza partidas em casa no Estádio Municipal Nuevo Pepico Amat, que tem capacidade para 4.036 espectadores.

## História
Um dos clubes mais antigos da Comunidade Valenciana,  Eldense se inscreveu na Federação Valenciana de Futebol em 1924 e começou a competir na Tercera División 19 anos depois. Ele apareceu pela primeira vez na Segunda Divisão na temporada 1956-57 , evitando por pouco o rebaixamento após terminar na 16ª posição; a primeira passagem naquele escalão durou três anos, num total de cinco a nível profissional.

### Alegações de manipulação de resultados
Em 4 de abril de 2017, o técnico do Eldense, Filippo Vito di Pierro, e o gerente geral Nobile Capuani foram presos pelas autoridades espanholas sob a acusação de corrupção. As detenções ocorreram depois que o presidente do clube, David Aguilar, fez reclamações sobre manipulação de resultados após uma derrota por 0–12 para o Barcelona B, enquanto o jogador do Eldense, Cheikh Saad, disse ter visto Aguilar discutindo com di Pierro no intervalo da partida, chamando o último um "canalha"; posteriormente, o primeiro pediu ao presidente da La Liga, Javier Tebas, que investigasse essas alegações.
A Eldense suspendeu temporariamente todas as atividades desportivas, terminando também o contrato com o grupo de investimento italiano representado por Capuani. Eles também liberaram 12 jogadores, com cinco pessoas presas em conexão com os eventos.

### Três promoções consecutivas
Eldense passou quatro anos na Tercera División e foi promovido ao novo quarto nível Segunda Federación na temporada 2020-21 devido à reestruturação do sistema da liga espanhola de futebol. Em 28 de maio de 2022, o Eldense garantiu a segunda promoção consecutiva à nova terceira divisão, Primera Federación, após vencer o Sestao River na última partida do playoff. Em 25 de junho de 2023, Eldense garantiu a promoção à Segunda Divisão após um empate contra o Real Madrid Castilla. O play-off terminou em 4–4 no total, o que significa que Eldense subiu devido a um final de temporada regular melhor. O Eldense voltou ao segundo escalão após uma ausência de 59 anos e conseguiu três promoções consecutivas.

## Títulos
- Tercera División: 1955–56, 1961–62, 1965–66, 1966–67, 1978–79, 1982–83, 1983–84, 1984–85, 1985–86, 1991–92, 1997–98, 2013–14